# Бортолони, Маттиа
Маттиа Бортолони (итал. Mattia Bortoloni; 31 марта 1696, Канда или Сан-Беллино (Венето) — 9 июня 1750, Милан или Бергамо, Ломбардия) — живописец раннего итальянского рококо венецианской школы. Начинал свою карьеру в качестве ученика Антонио Балестры из Вероны и активно работал по всей северной Италии: между Венето, Ломбардией и Пьемонтом.

## Биография
Точное место рождения художника остаётся неизвестным. В Кастельгульельмо семья Бортолони владела домом, который в 1719 году принадлежал Джованни Баттисте, младшему брату художника. Когда Маттиа был ещё ребенком, семья переехала в Венецию. Там он стал учеником в мастерской Антонио Балестры, у которого он научился строгой манере старых мастеров. Испытал влияние Дж. Б. Пьяццетты, С. Риччи и, особенно, Дж. Карпиони. Его способности стали очевидны с раннего возраста, он выделялся среди начинающих венецианских художников начала XVIII века. Между 1735 и 1738 годами Маттиа Бортолони работал в Ферраре. После первых эпизодических работ, фресок палаццо Казати Дуньяни в Милане и палаццо Брентано ди Корбетта, основная деятельность Бортолони была сосредоточена в австрийской Ломбардии, затем в Пьемонте. Только в 1749 году он вернулся к работе на территориях Серениссимы («Светлейшая», поэтическое название Венеции). Бортолони скоропостижно скончался в своем миланском доме летом 1750 года.

## Творчество
В 1720-х годах, вероятно, после того, как Бортолони написал четыре монохромные фрески с рассказами об Александре Великом для виллы Морозини-Вендрамин Калерджи в Фиессо Умбертиано, художник в основном работал в Венеции. Однако фрески, выполненные Бортолони часто приписывали другим, в том числе его более известному сопернику Джованни Баттиста Тьеполо, который родился в том же году.
В 1950 году Никола Иванофф (Nicola Ivanoff) опубликовал исследование, согласно которому ранее считавшийся анонимным цикл фресок из ста четырёх панелей на вилле Корнаро, расположенной недалеко от Пьомбино-Дезе (провинция Падуя), спроектированной Андреа Палладио для Джорджо Корнаро в 1551 году, является работой Бортолони, выполненной в 1717 году, когда художнику был всего двадцать один год. Документы подтвердили, что декабре 1716 года Андреа Корнаро (Корнер) поручил художнику украсить семейную виллу.
Новая атрибуция и датировка фресок вывели Маттиа Бортолони из тени знаменитого Тьеполо, чтобы его можно было рассматривать как самостоятельного художника-новатора. Итальянский историк Антонио Романьоло подчеркнул, что цикл фресок на вилле Корнаро представляет собой «богатство новых элементов, которые предвосхищают рококо Тьеполо». На вилле Вескови (Villa dei Vescovi) на Эуганских холмах (Венето) Бортолини написал цикл из ста четырех фресковых панелей со сценами из Ветхого и Нового Завета, к которым добавлены пятьдесят восемь монохромных аллегорий, вдохновленных «Иконологией» Чезаре Рипы.
В 1982 году началась работа по восстановлению самой впечатляющей работы Бортолони — росписи купола сантуария Рождества Пресвятой Девы Марии (Santuario della Natività di Maria Santissima) в Викофорте, к югу от Турина (1746—1748). Роспись Бортолони охватывает один из самых больших куполов в мире площадью более 6000 квадратных метров. В этом шедевре плафонной росписи Бортолони продемонстрировал все особенности жанра перспективной живописи «снизу вверх, под потолок» (итал. pittura di sotto in su).
Другие известные работы Бортолони: роспись купола церкви Сан-Никола-да-Толентино и Палаццо Вендрамин-Калерджи в Венеции, приходских церквях Кастельгульельмо и Ровиго (Ломбардия) Палаццо Клеричи в Милане, Кафедрального собора в Монце (Пьемонт), приходской церкви Сан-Лоренцо и Палаццо Фаллетти ди Бароло в Турине.

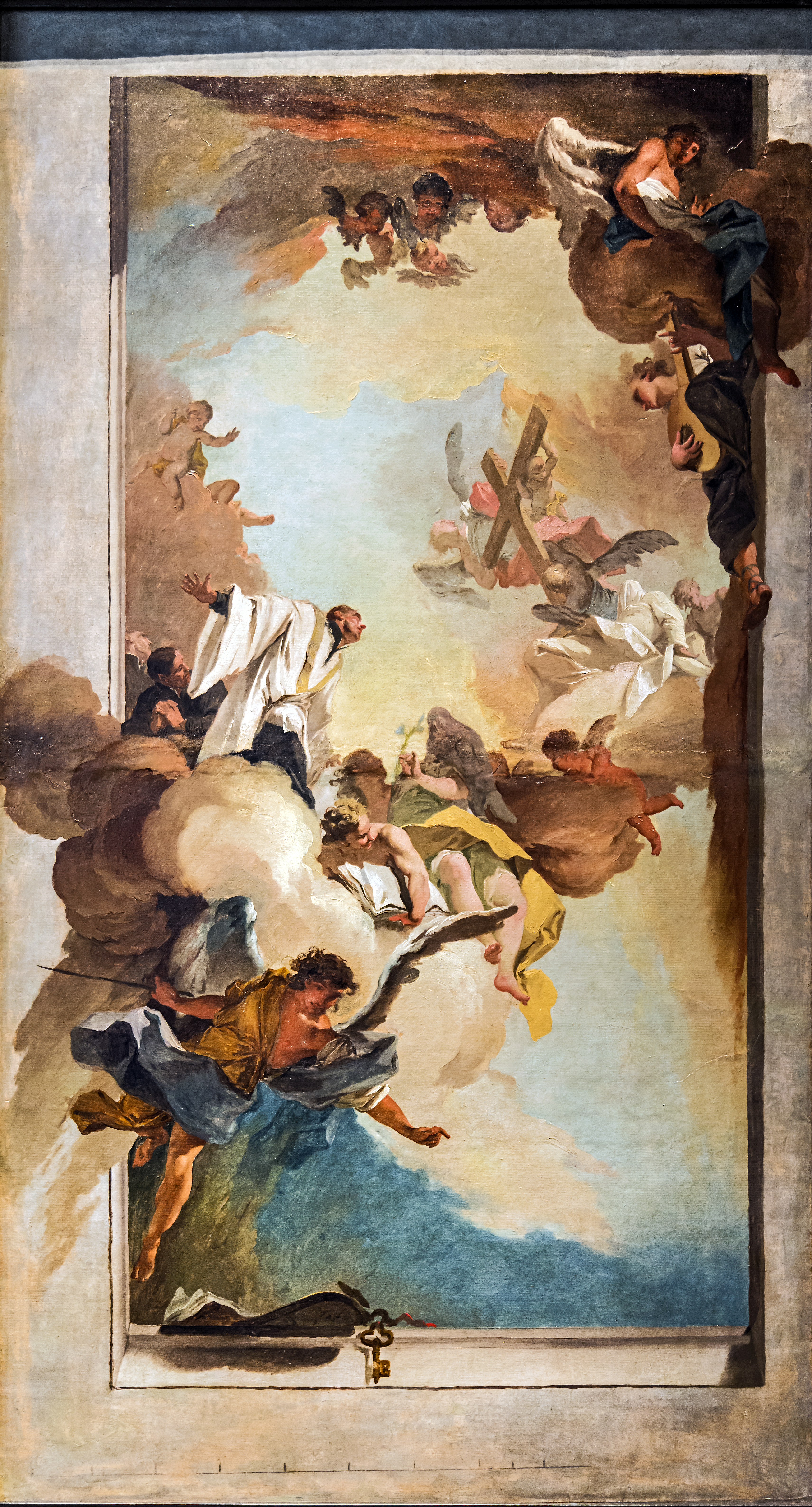
Слава Святого Гаэтана Тиенского. Эскиз росписи. Около 1729. Картон, темпера. Галерея Академии, Венеция
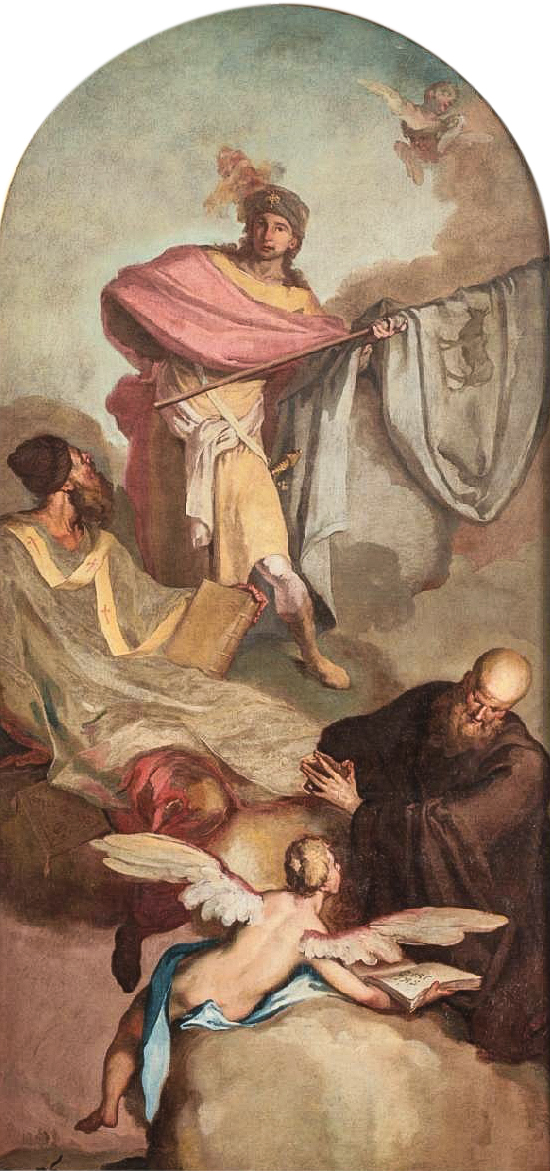
Алтарь святых Бово, Спиридона и Франческо ди Паола. 1719. Холст, масло
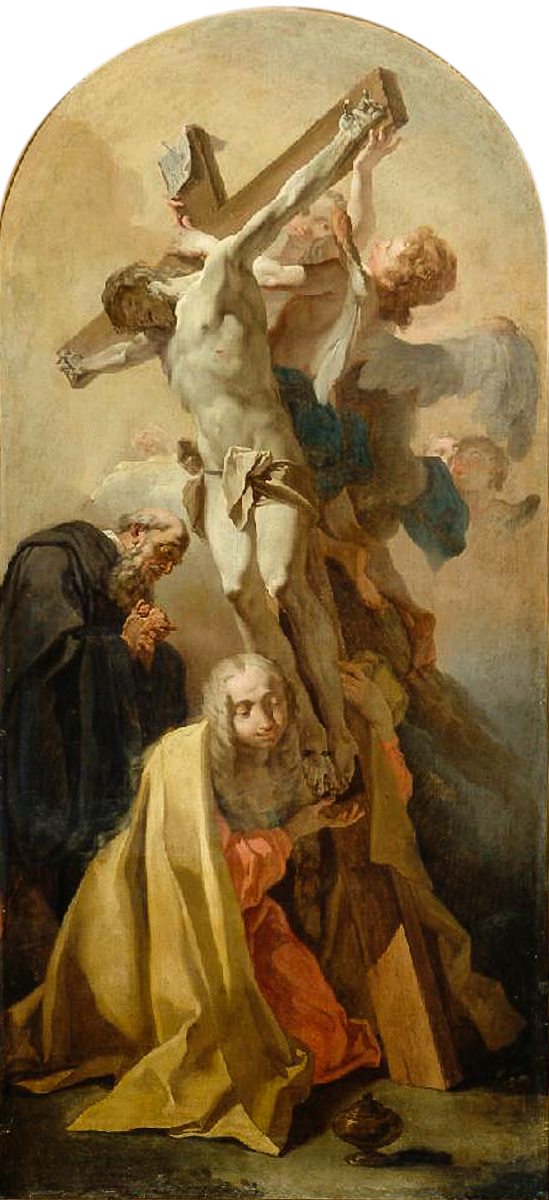
Распятие ди Монселиче (со святыми Магдалиной, Монселиче и Бенедиктом). 1730. Холст, масло. Церковь Санта-Юстина
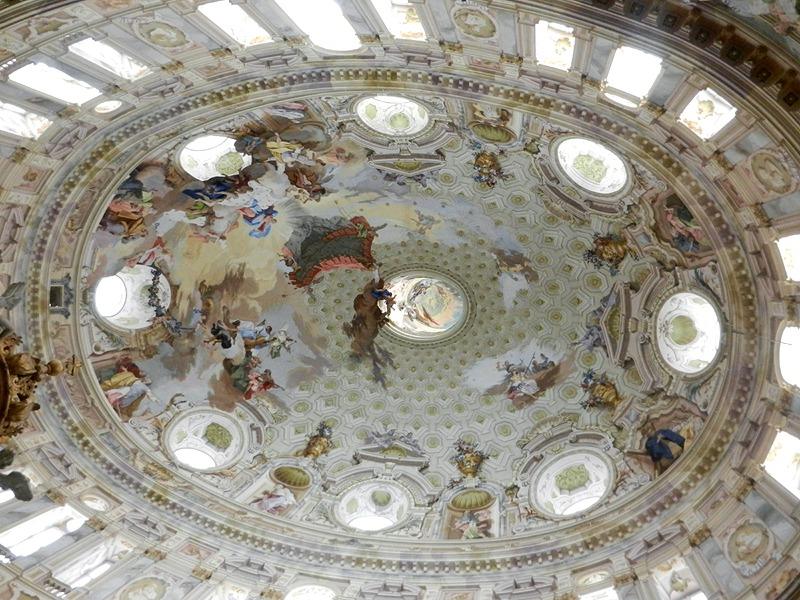
Слава Девы Марии. Роспись купола сантуария Рождества Девы Марии. Викофорте. 1746—1748
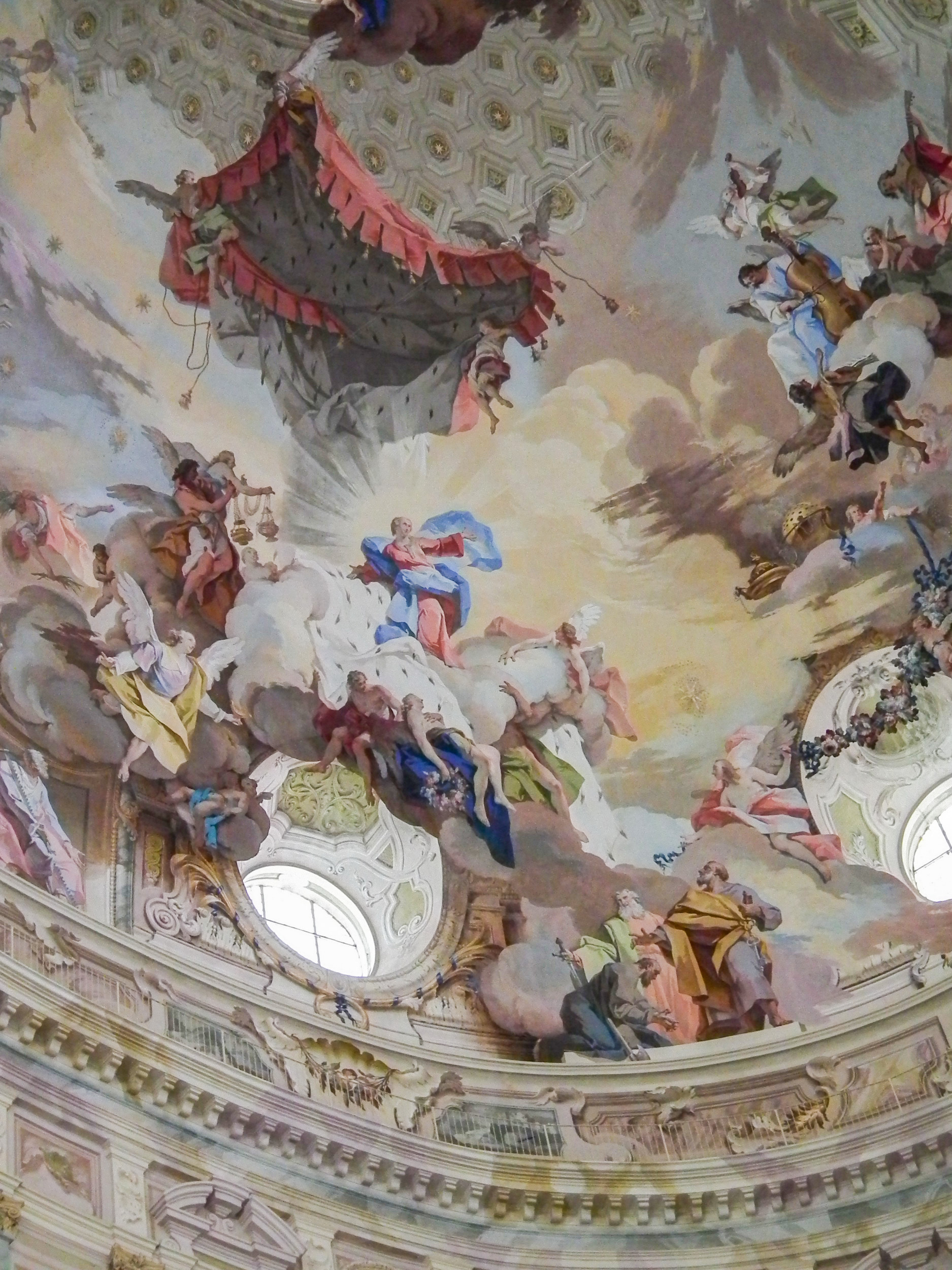
Ассунта (Вознесение Девы). Деталь росписи
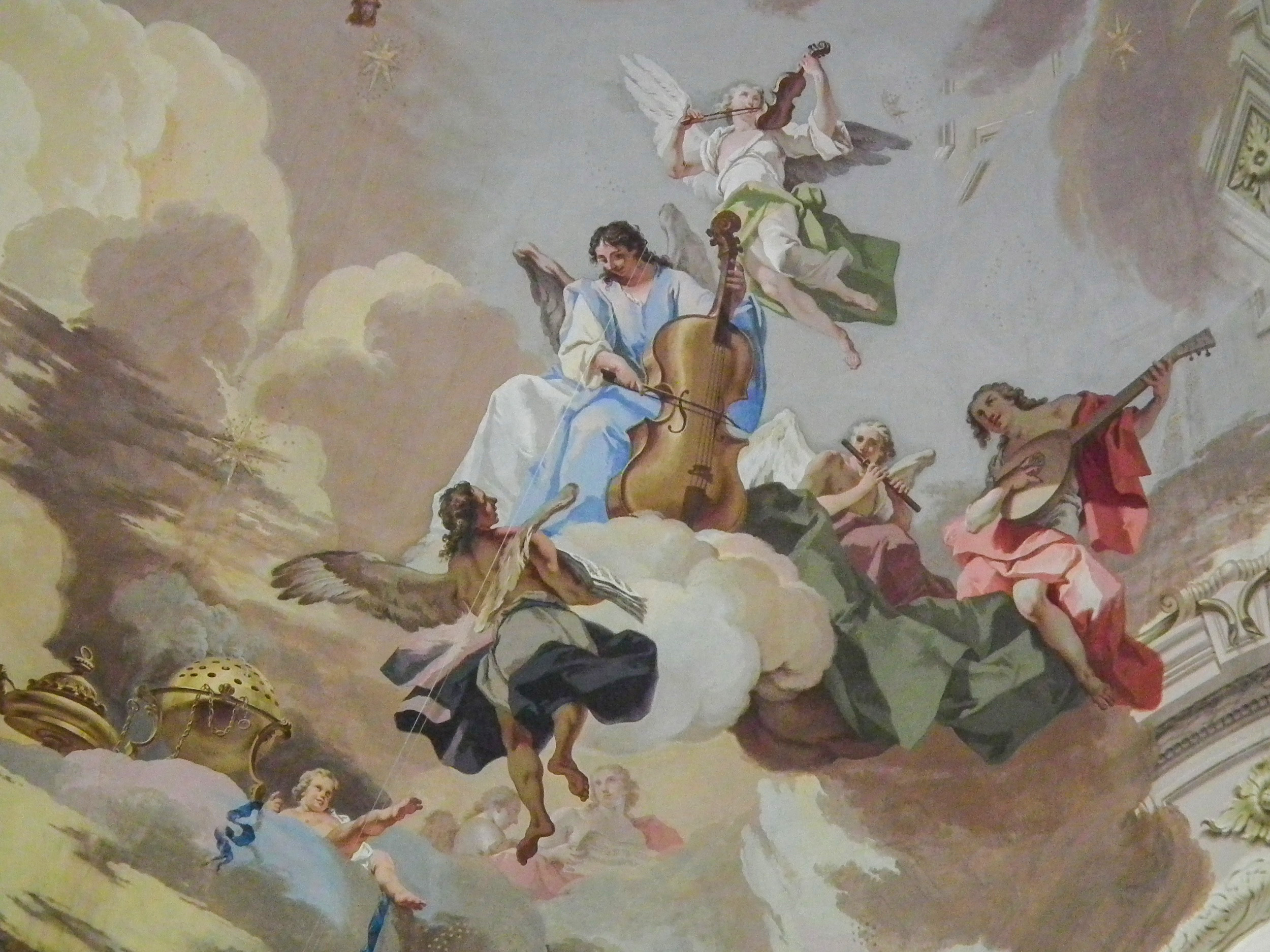
Музицирующие ангелы. Деталь росписи
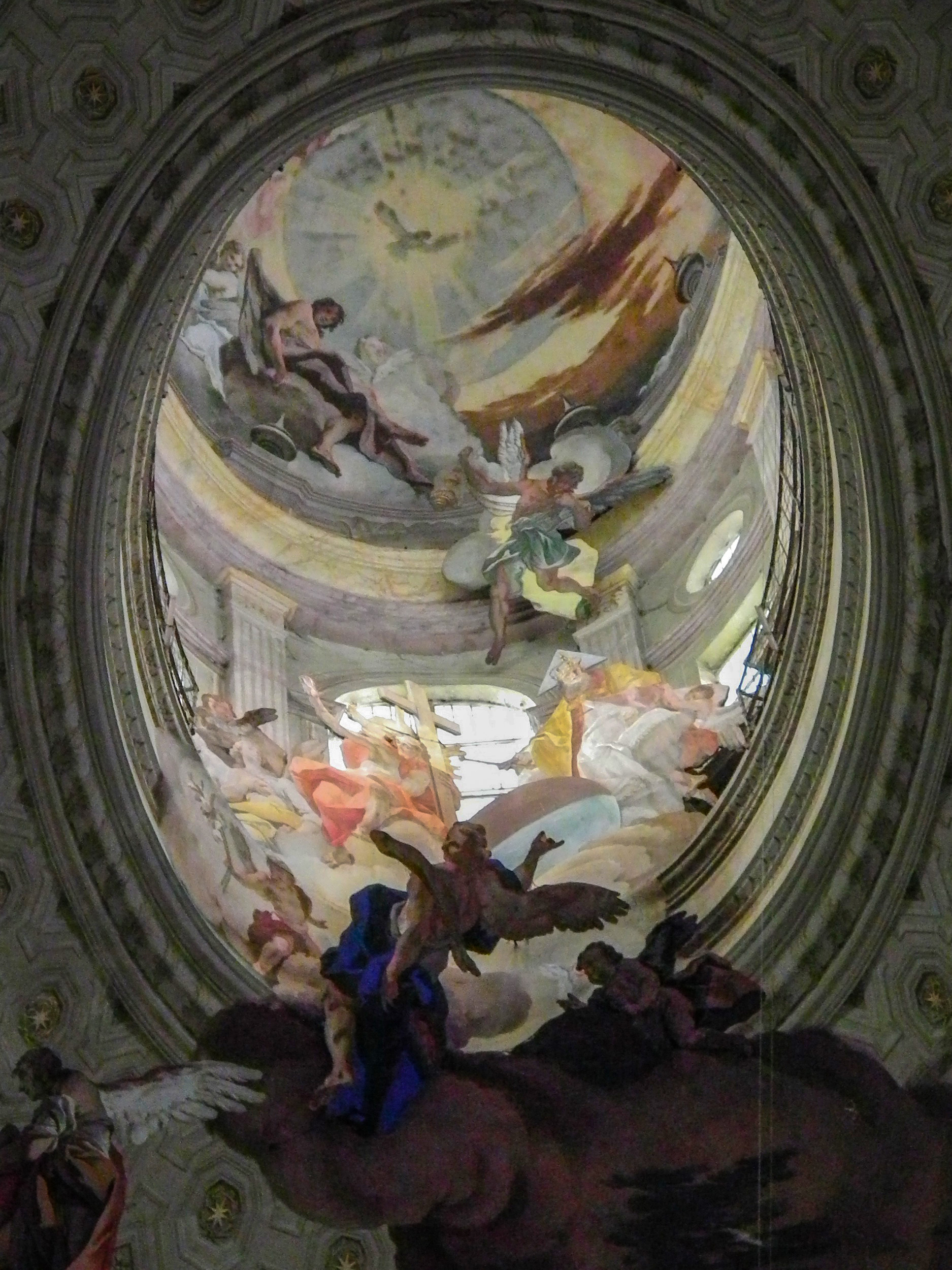
Прославление Пресвятой Троицы. Роспись лантерны купола